# 普羅夫迪夫猶太會堂

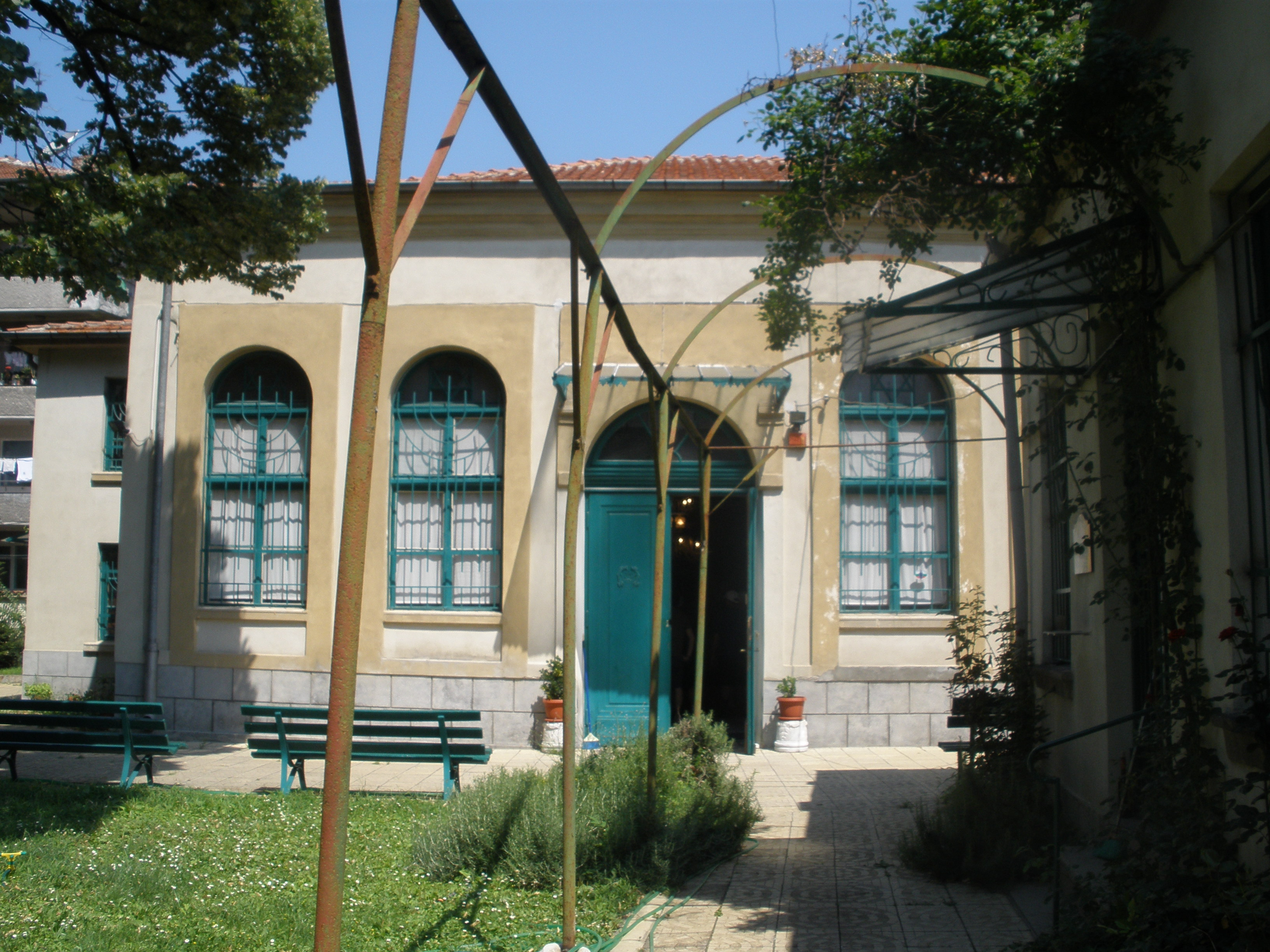
普羅夫迪夫猶太會堂

普羅夫迪夫猶太會堂是保加利亞城市普羅夫迪夫的一座猶太會堂。這座猶太會堂也是保加利亞現在僅有的兩座仍然活躍的猶太會堂（另一座是索非亞猶太會堂）。普羅夫迪夫地區的猶太人社區歷史可以追溯至3世紀時。